# Bejt Kama
Bejt Kama (hebrejsky בֵּית קָמָה, doslova „Dům obilí“, v oficiálním přepisu do angličtiny Bet Qama, přepisováno též Beit Kama) je vesnice typu kibuc v Izraeli, v Jižním distriktu, v Oblastní radě Bnej Šim'on.

## Geografie
Leží v nadmořské výšce 240 metrů v severní části pouště Negev, nedaleko od jihozápadního okraje Judských hor respektive jejich části, která je nazývána Hebronské hory (Har Chevron). Jde o aridní oblast, která ale díky trvalému zavlažování má v okolí kibucu ráz zemědělsky využívané krajiny. Krajina má mírně zvlněný reliéf, kterým prostupují četná vádí, východně od kibucu je to vádí Nachal Šikma.
Obec se nachází 30 kilometrů od břehu Středozemního moře, cca 70 kilometrů jižně od centra Tel Avivu, cca 58 kilometrů jihozápadně od historického jádra Jeruzalému a 21 kilometrů severně od města Beerševa. Bejt Kama obývají Židé, přičemž osídlení v tomto regionu je etnicky převážně židovské. Jižním směrem ovšem začínají oblasti se silným zastoupením arabské (respektive beduínské) populace, zejména lidnaté město Rahat, které leží jen 5 kilometrů odtud.
Bejt Kama je na dopravní síť napojen pomocí dálnice číslo 40, ze které tu odbočují lokální silnice 293 a 264. Východně od kibucu probíhá železniční trať z Tel Avivu do Beerševy, která tu ale nemá stanici. Ve výstavbě je úsek dálnice číslo 6 (takzvané Transizraelské dálnice).

## Dějiny
Bejt Kama byl založen v roce 1949. Zakladateli byla skupina Židů z Maďarska napojených na mládežnické sionistické hnutí ha-Šomer ha-ca'ir. K nim se přidaly i další skupiny tvořené Židy z Polska, Francie a Argentiny. Zpočátku se osada nazývala (ספיח)- Safijach. Nynější název odkazuje na biblický citát z Knihy Izajáš 17,5: „Bude tomu, jako když se při žni sklízí obilí, když se do náručí shromažďují klasy, jako když se klasy posbírají v dolině Refájců“
Místní ekonomika je orientována na zemědělství (polní plodiny, produkce mléka) a průmysl. V kibucu funguje mateřská škola, regionální základní škola Nicanej ha-Negev (ניצני הנגב), společná jídelna, společenské středisko, knihovna, sportovní areály, zdravotní středisko a zubní ordinace a obchod. Vesnice prochází od roku 2006 stavební expanzí, v jejímž rámci je tu nabízeno 138 parcel pro výstavbu rodinných domů. V rámci nové obytné čtvrti se plánuje i výstavba plaveckého bazénu.
Jižně od vesnice sídlí úřady Oblastní rady Bnej Šim'on.

## Demografie
Obyvatelstvo kibucu je sekulární. Podle údajů z roku 2014 tvořili naprostou většinu obyvatel v Bejt Kama Židé - cca 1300 osob (včetně statistické kategorie "ostatní", která zahrnuje nearabské obyvatele židovského původu ale bez formální příslušnosti k židovskému náboženství, cca 1400 osob).
Jde o menší obec vesnického typu s populací, která po roce 2005 skokově narostla. K 31. prosinci 2014 zde žilo 1353 lidí. Během roku 2014 populace stoupla o 8,3 %.
| Rok            | 1961 | 1972 | 1983 | 1995 | 2001 | 2003 | 2004 | 2005 | 2006 | 2007 | 2008 | 2009 | 2010 | 2011 | 2012 | 2013 | 2014 |
| -------------- | ---- | ---- | ---- | ---- | ---- | ---- | ---- | ---- | ---- | ---- | ---- | ---- | ---- | ---- | ---- | ---- | ---- |
| Počet obyvatel | 228  | 263  | 318  | 287  | 205  | 226  | 220  | 230  | 258  | 312  | 455  | 1173 | 1346 | 1304 | 1240 | 1249 | 1353 |